# Tal Arditi
Tal Arditi (* 8. Juli 1998) ist ein israelischer Fusion- und Jazzmusiker (Gitarre, Komposition).

## Leben und Wirken
Arditi begann bereits als Kind Gitarre zu lernen. Anerkannt als Gitarren-Wunderkind begann er im Alter von 16 Jahren an der Rimon School of Jazz and Contemporary Music in Ramat haScharon zu studieren. Nach einem Abschluss im Alter von 18 Jahren zog er zunächst mit seinen Eltern in die Schweiz, bald darauf aber weiter nach Berlin, wo er sich in der Szene einen Namen machte. 2017 war er Finalist beim Conad Jazz Contest. Er trat bei Umbria Jazz mit seinem eigenen Trio auf, aber auch beim Red Sea Jazz Festival, beim Xjazz-Festival und bei der Jazzmeile Thüringen.
Im Februar 2018 nahm Arditi sein Debütalbum Portrait mit eigenen Kompositionen bei einem Auftritt im Jazzclub A-Trane gemeinsam mit Andreas Lang am Bass und Tobias Backhaus am Schlagzeug auf, das im Eigenverlag erschien und positive Kritiken auslöste. Sein zweites Album Colors (Berthold Records, 2020) entstand im Trio mit Lukas Traxel am Kontrabass und Tobias Backhaus am Schlagzeug; es demonstriert variantenreiches mehrstimmiges Spiel auf der Gitarre und enthält „kraftvolle, energiegeladene Kompositionen“. Mit dem Bratschisten Roland Satterwhite und dem Schlagzeuger Kuda Gudz gründete er das Progressive-Blues-Power Trio Tolqyn, mit dem er das Album Silver Seed veröffentlichte. Weiterhin ist er auf einem Album von Amund Kleppan zu hören.